# Andrėj Vasileŭski
Andrėj Vasileŭski, accreditato come Andrei Vasilevski dalla ATP (in bielorusso Андрэй Васілеўскі?; Minsk, 28 maggio 1991), è un tennista bielorusso.

## Statistiche

### Doppio

#### Vittorie (1)
| Legenda doppio         |
| Grande Slam (0)        |
| ATP Finals (0)         |
| ATP Masters 1000 (0)   |
| ATP World Tour 500 (0) |
| ATP World Tour 250 (1) |

| Numero | Data           | Torneo                  | Superficie  | Compagno        | Avversari in Finale          | Punteggio |
| 1.     | 28 maggio 2021 | Belgrade Open, Belgrado | Terra rossa | Jonathan Erlich | André Göransson Rafael Matos | 6-4, 6-1  |

#### Finali perse (4)
| Legenda doppio       |
| Grande Slam (0)      |
| ATP Finals (0)       |
| ATP Masters 1000 (0) |
| ATP Tour 500 (0)     |
| ATP Tour 250 (4)     |

| Numero | Data              | Torneo                          | Superficie  | Compagno                | Avversari in Finale                   | Punteggio         |
| 1.     | 5 agosto 2017     | Generali Open, Kitzbühel        | Terra rossa | Hans Podlipnik-Castillo | Pablo Cuevas Guillermo Durán          | 4–6, 6–4, [10–12] |
| 2.     | 9 febbraio 2020   | Maharashtra Open, Pune          | Cemento     | Jonathan Erlich         | André Göransson Christopher Rungkat   | 2–6, 6–3, [8–10]  |
| 3.     | 28 febbraio 2021  | Open Sud de France, Montpellier | Cemento (i) | Jonathan Erlich         | Henri Kontinen Édouard Roger-Vasselin | 2–6, 5–7          |
| 4.     | 26 settembre 2021 | Astana Open, Nur-Sultan         | Cemento (i) | Jonathan Erlich         | Santiago González Andrés Molteni      | 1–6, 2–6          |

## Risultati in progressione
| Sigla | Risultato               |
| ----- | ----------------------- |
| V     | Vincitore               |
| F     | Finalista               |
| SF    | Semifinalista           |
| O     | Oro olimpico            |
| A     | Argento olimpico        |
| SF    | Bronzo olimpico         |
| QF    | Quarti di Finale        |
| 4T    | Quarto turno            |
| 3T    | Terzo turno             |
| 2T    | Secondo turno           |
| 1T    | Primo turno             |
| RR    | Round Robin             |
| LQ    | Turno di qualificazione |
| A     | Assente                 |
| ND    | Non disputato           |

| Legenda superfici    |
| -------------------- |
| Cemento              |
| Terra battuta        |
| Erba                 |
| Superficie variabile |

### Singolare
Nessuna Partecipazione

### Doppio
| Tornei Grande Slam         |               |               |               |     |     |
| Australian Open, Melbourne | A             | 3T            | A             | 1T  | 2–2 |
| Open di Francia, Parigi    | A             | 1T            | A             |     | 0–1 |
| Wimbledon, Londra          | QF            | 2T            | A             |     | 4–2 |
| US Open, New York          | 1T            | A             | A             |     | 0–1 |
| Vittorie-Sconfitte         | 3–2           | 3–3           | 0–0           | 0–1 | 6–6 |
| Giochi Olimpici            |               |               |               |     |     |
| Giochi Olimpici            | Non disputati | Non disputati | Non disputati | A   | 0–0 |
| Vittorie-Sconfitte         | Non disputati | Non disputati | Non disputati | 0–0 | 0–0 |

### Doppio misto
| Tornei Grande Slam         |               |               |               |     |     |
| Australian Open, Melbourne | A             | A             | A             | A   | 0–0 |
| Open di Francia, Parigi    | A             | A             | A             |     | 0–0 |
| Wimbledon, Londra          | A             | 2T            | A             |     | 1–1 |
| US Open, New York          | A             | A             | A             |     | 0–0 |
| Vittorie-Sconfitte         | 0–0           | 1–1           | 0–0           | 0–0 | 1–1 |
| Giochi Olimpici            |               |               |               |     |     |
| Giochi Olimpici            | Non disputati | Non disputati | Non disputati | A   | 0–0 |
| Vittorie-Sconfitte         | Non disputati | Non disputati | Non disputati | 0–0 | 0–0 |